# Biergist
Bakkersgist of biergist (Saccharomyces cerevisiae) is een eencellige schimmelsoort die behoort tot de eukaryoten. De gist is een algemeen voorkomend micro-organisme, die al duizenden jaren gebruikt wordt voor het fermenteren van koolhydraten, wat bijvoorbeeld nodig is bij het brouwen van bier en het laten rijzen van brood. De gist geldt als een van best bestudeerde eukaryotische modelorganismen in de moleculaire biologie.
Gistcellen zijn over het algemeen ovaalvormig, en ongeveer 5–10 micrometer (μm) in lengte. Net als andere eencellige schimmels zijn gistcellen omgeven door een stevige celwand van chitine. Ze bezitten mitochondriën maar geen chloroplasten. S. cerevisiae kan in een nutriëntrijke omgeving snel groeien; de cel deelt zich ongeveer ieder anderhalf uur in twee. De groei van een gistkolonie vindt gewoonlijk plaats door knopvorming, maar kan ook via een vorm van geslachtelijke voortplanting verlopen.
Het genoom van S. cerevisiae is, voor eukaryotische maatstaven, uitzonderlijk klein, maar volstaat voor de uitvoering van alle basistaken in een eukaryotische cel. Door uitgebreid onderzoek aan gistcellen hebben wetenschappers mechanismen ontdekt die uniek zijn voor eukaryoten, zoals de celdelingscyclus, de wetten van genexpressie en meiose. Deze fundamentele processen zijn vrijwel identiek aan die in menselijke cellen, waardoor dit organisme een belangrijke rol heeft gespeeld in de ontrafeling van de menselijke celbiologie.

## Gebruik

### Broodbereiding
Bij het bakken van brood wordt gebruikgemaakt van de omzetting naar koolzuurgas, om het deeg te laten rijzen. Het koolzuurgas nestelt zich tegen het gluten en duwt het zo naar boven. Bovendien verandert gist de smaak van het brood. Door het op verschillende manieren te laten rijzen kunnen verschillende broodsoorten worden gemaakt met andere eigenschappen.
De kleine hoeveelheid ethanol die, in dit geval als nevenproduct, geproduceerd wordt, verdampt al gauw wanneer het brood gebakken wordt.

### Smaakmaker
Een concentraat van biergistcellen wordt gebruikt bij de bereiding van hartig vegetarisch broodbeleg en smaakmaker. Na filtratie blijven de gistcellen achter, die vervolgens worden samengeperst, gedroogd en verwerkt in een kruidenpasta. Het bevat onder meer chroom, een mineraal dat noodzakelijk is voor de suikerstofwisseling en. Biergist kan daardoor van invloed zijn op de bloedsuikerspiegel en de cholesterolwaarden in het bloed.

### Alcoholische dranken
Saccharomyces cerevisiae wordt bij de drankenbereiding vooral gebruikt vanwege het andere eindproduct, alcohol. In sommige wijnen (bijvoorbeeld champagne) en in bier vervult ook de koolzuur overigens een belangrijke rol. Bij vergisting van most (bij wijn) of wort (bij bier) vindt eerst een aeroob stadium plaats, waarin het product in open kuipen onder toetreding van zuurstof uit de lucht gist, en de gistcellen zich snel vermenigvuldigen. Bij een concentratie van ongeveer 100 miljoen gistcellen per ml wordt de gistkuip hermetisch gesloten en voltrekt het verdere proces zich anaeroob, waarbij door een waterslot het koolzuurgas wel kan ontsnappen, maar geen lucht kan toetreden.
De giststam, de vergistingstemperatuur, de zuurgraad, het toetreden van zuurstof en andere factoren hebben grote invloed op de smaak van het eindproduct. Hoewel de gist die wordt gebruikt voor wijn, bier en brood biologisch gezien tot één soort behoort, bestaan er verschillen in de gebruikte stammen. De gebruikte gist levert een belangrijke bijdrage aan het aroma van het eindproduct.

## Beschrijving
Saccharomyces cerevisiae heeft ronde tot eivormige cellen met een diameter van 5–10 µm.

### Voortplanting
Saccharomyces cerevisiae plant zich, net als de meeste andere soorten gist, vooral vegetatief voort door knopvorming. Op het celmembraan ontstaat een uitstulping, een knopje, dat groeit. De celkern deelt zich en een van de beide kernen verhuist naar de knop. Hierna snoert de knop zich af. Dit proces treedt onder optimale omstandigheden iedere 80 minuten op.

### Genoomsamenstelling
Saccharomyces cerevisiae heeft 16 chromosomen en was het eerste eukaryotische genoom dat geheel gesequencet is. Het gesequencete genoom kwam op 24 april 1996 in het publiek domein. Sindsdien vinden er regelmatig updates plaats van de Saccharomyces Genome Database (SGD). Deze database is een belangrijke gegevensbank voor onderzoekers van gist. Een andere belangrijke database wordt bijgehouden door het Munich Information Center for Protein Sequences (MIPS). Het genoom bestaat uit ongeveer 12.156.677 basenparen en 6275 genen. Er wordt aangenomen dat slechts ongeveer 5800 van deze genen functioneel zijn. Saccharomyces cerevisiae heeft ongeveer 23% van het genoom gemeenschappelijk met dat van de mens.

### Stofwisseling
Het metabolisme van Saccharomyces cerevisiae kan aeroob of anaeroob zijn. Onder anaerobe omstandigheden is de alcoholproductie maximaal, onder aerobe condities de groei en vermenigvuldiging. De reacties die bij alcoholproductie plaatsvinden leveren ten opzichte van oxidatie van glucose (met zuurstof) zeer weinig energie op (2 moleculen ATP per molecuul glucose anaerobe en tot 38 moleculen ATP aeroob). Gist gebruikt onder anaerobe condities dus veel meer glucose dan als er wel zuurstof beschikbaar is, en produceert dan wel alcohol.
De anaerobe brutoreactie met glucose als voorbeeld is:
{\displaystyle {\ce {C6H12O6 -> 2C2H5OH + 2CO2}}}

## Medische aspecten
Biergist bevat onder meer vitaminen van het B-complex, die het lichaam gebruikt om energie uit voedsel te halen. Het gebruik van biergist wordt weleens aangeraden als men zich moe en lusteloos voelt of last heeft van diarree of acne (jeugdpuistjes). Bij gevoeligheid voor jicht worden gist en gistproducten vermeden.

## Trivia
- In menselijke ontlasting, gevonden in de zoutmijn van Hallstatt en gedateerd 2.700 jaar v.Chr., zijn biergist en blauwschimmel aangetroffen. Dit wordt gezien als een aanwijzing, dat al in de brons- en ijzertijd deze technieken werden gebruikt bij de voedselbereiding.[3]